# Église Saint-Maur de La Roche-Canillac
L’église Saint-Maur est l'église catholique du village de La Roche-Canillac en Corrèze (France).

## Historique
L'église du XIIe siècle dont il persiste quelques marques a été reconstruite au XIVe siècle. L'église est inscrite au titre des monuments historiques par arrêté du 26 mars 1969.

## Architecture
Le clocher-mur est percé de quatre ouvertures, mais ne comporte que trois cloches. Le porche gothique, au-dessus duquel une petite niche accueille une statue de saint Martin, comporte de nombreuses sculptures.

## Galerie

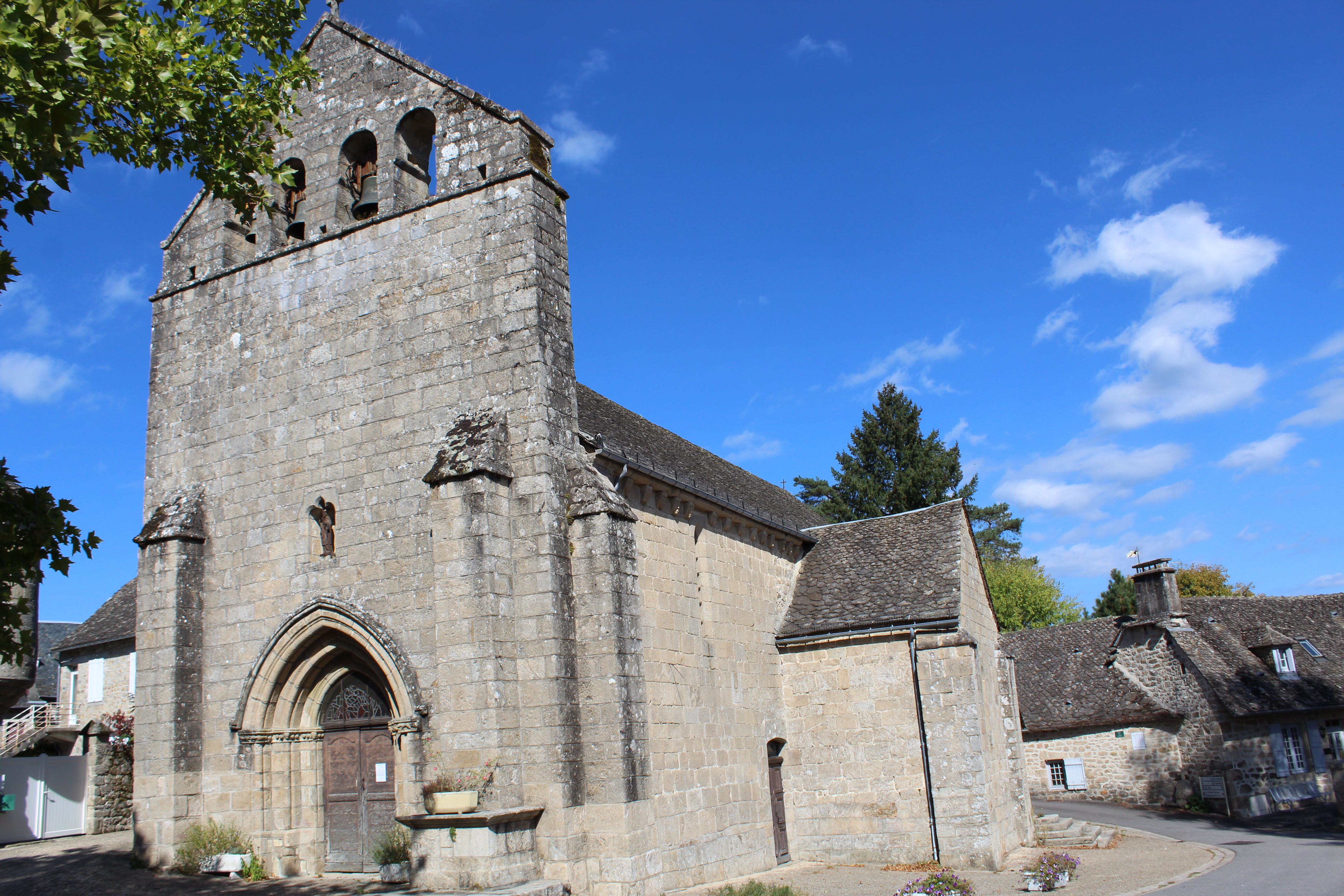
Vue latérale del'église.
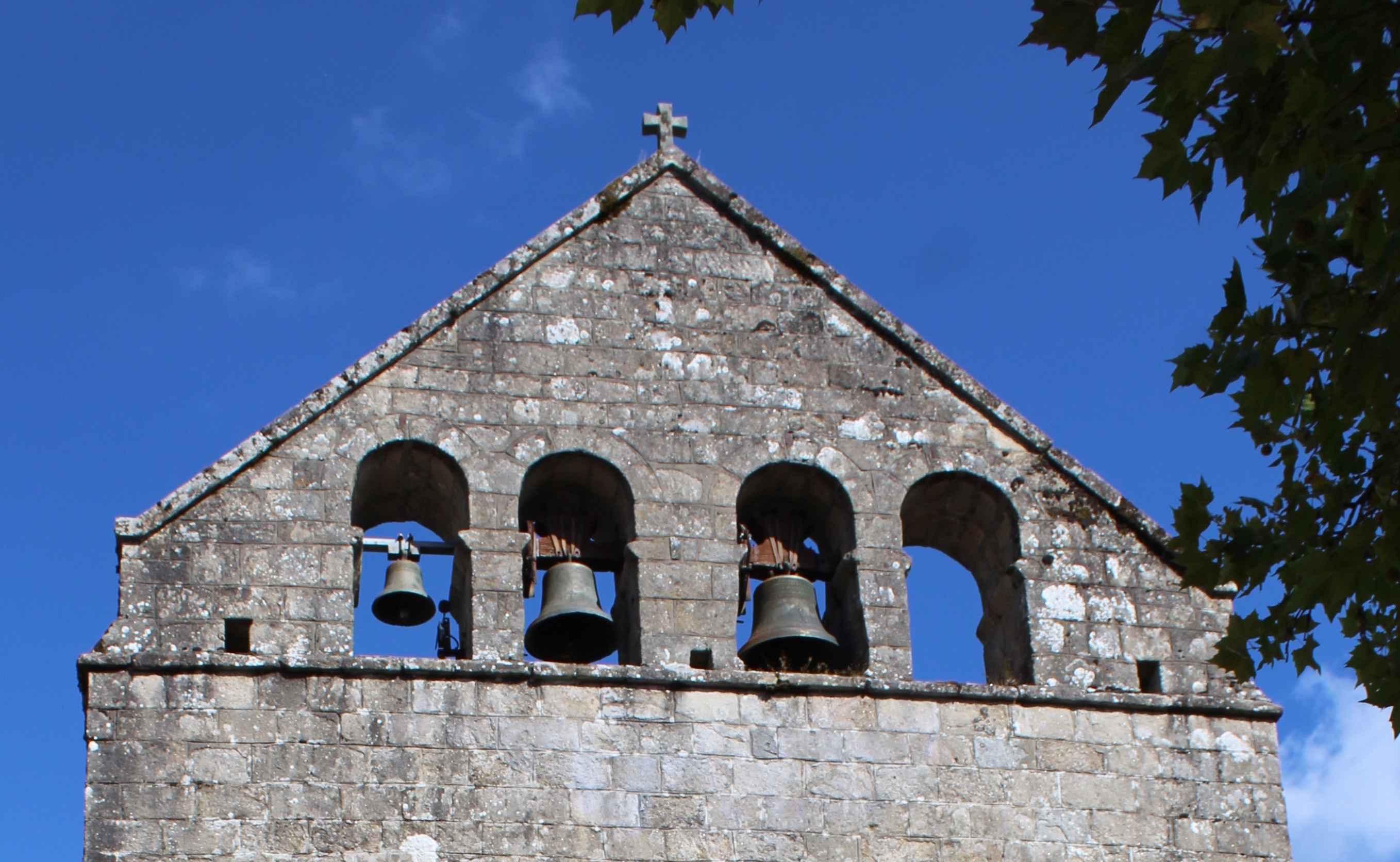
Détail du clocher-mur avec ses 4 baies et seulement 3 cloches.
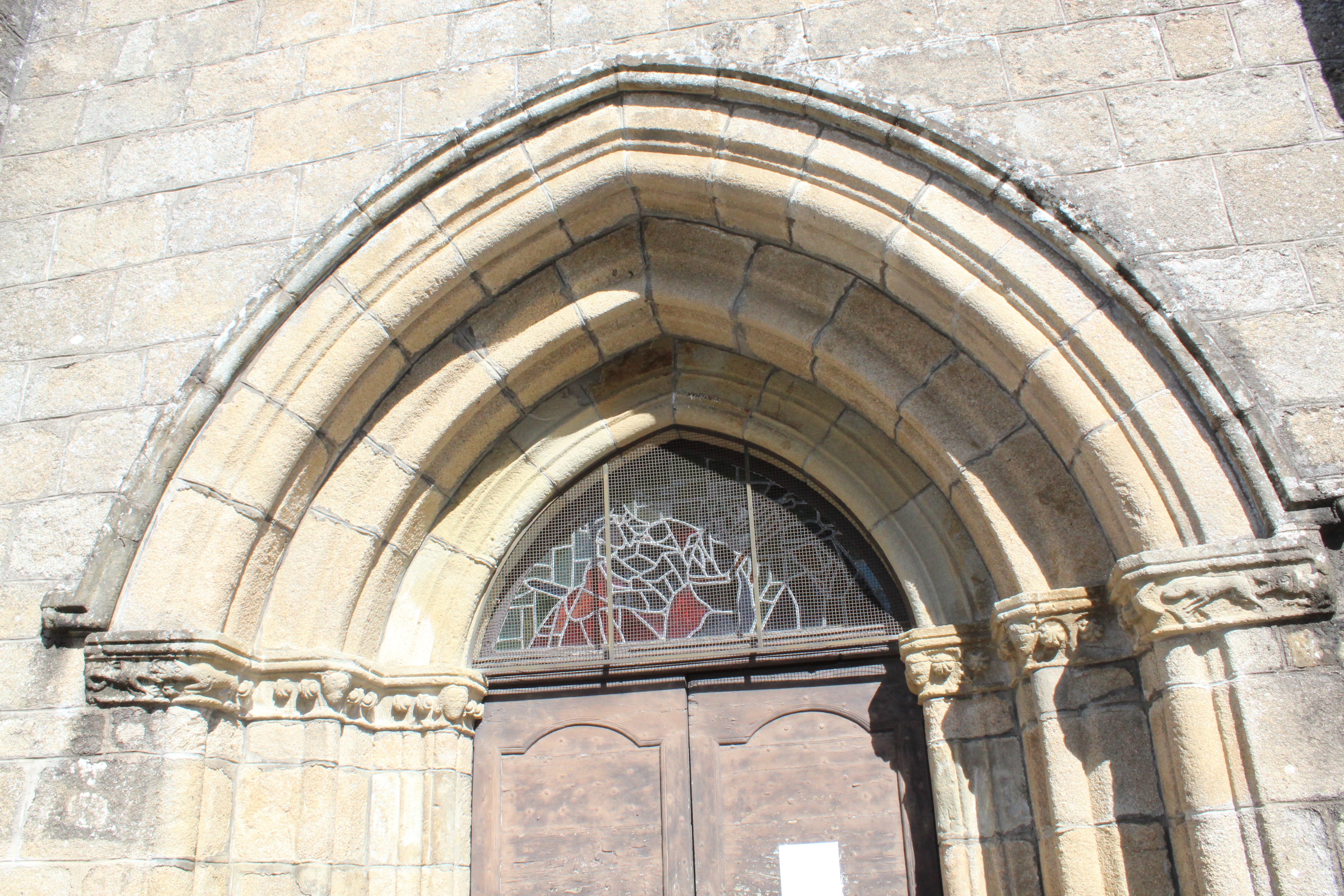
Le porche gothique.
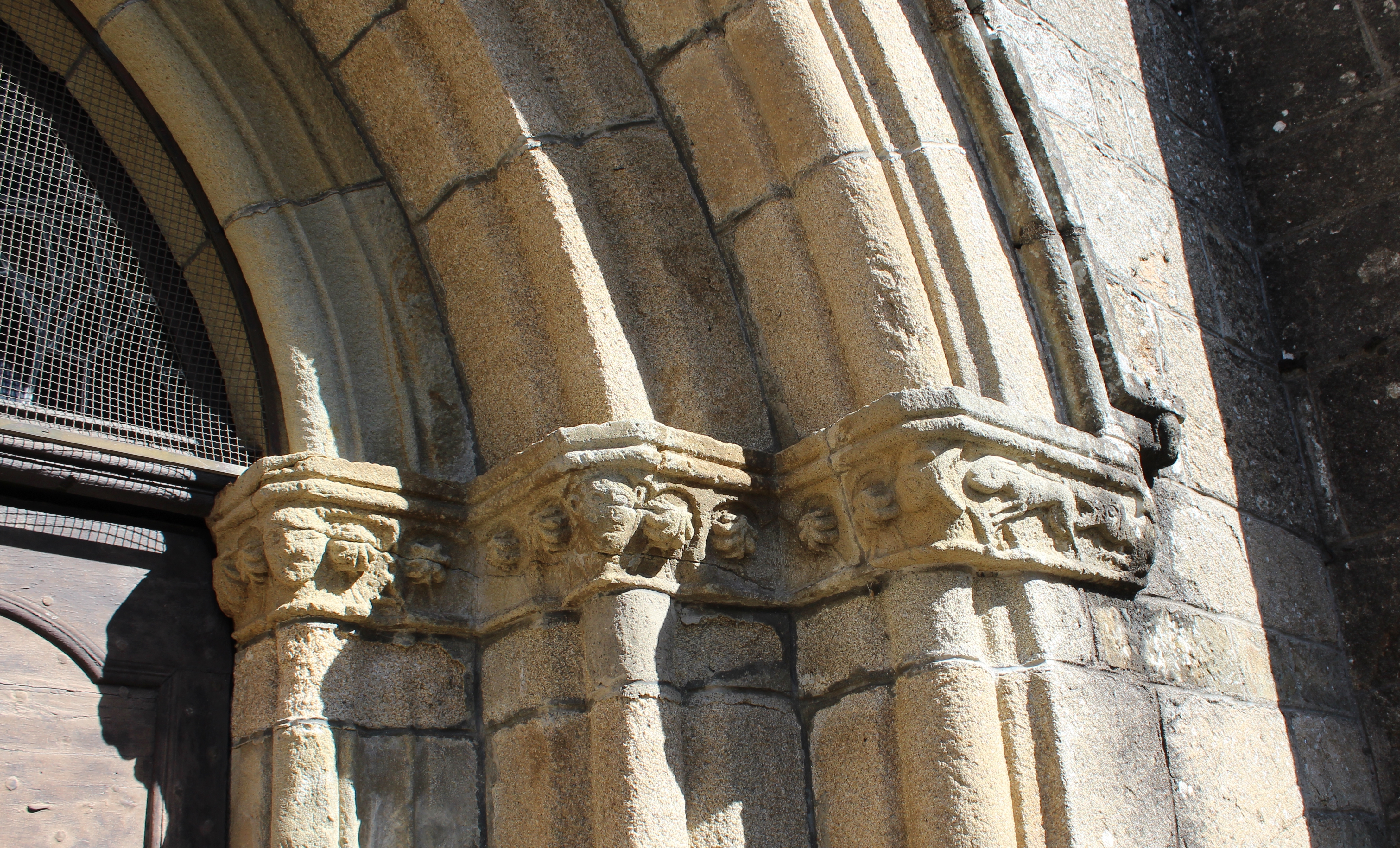
Détail des sculptures du porche.
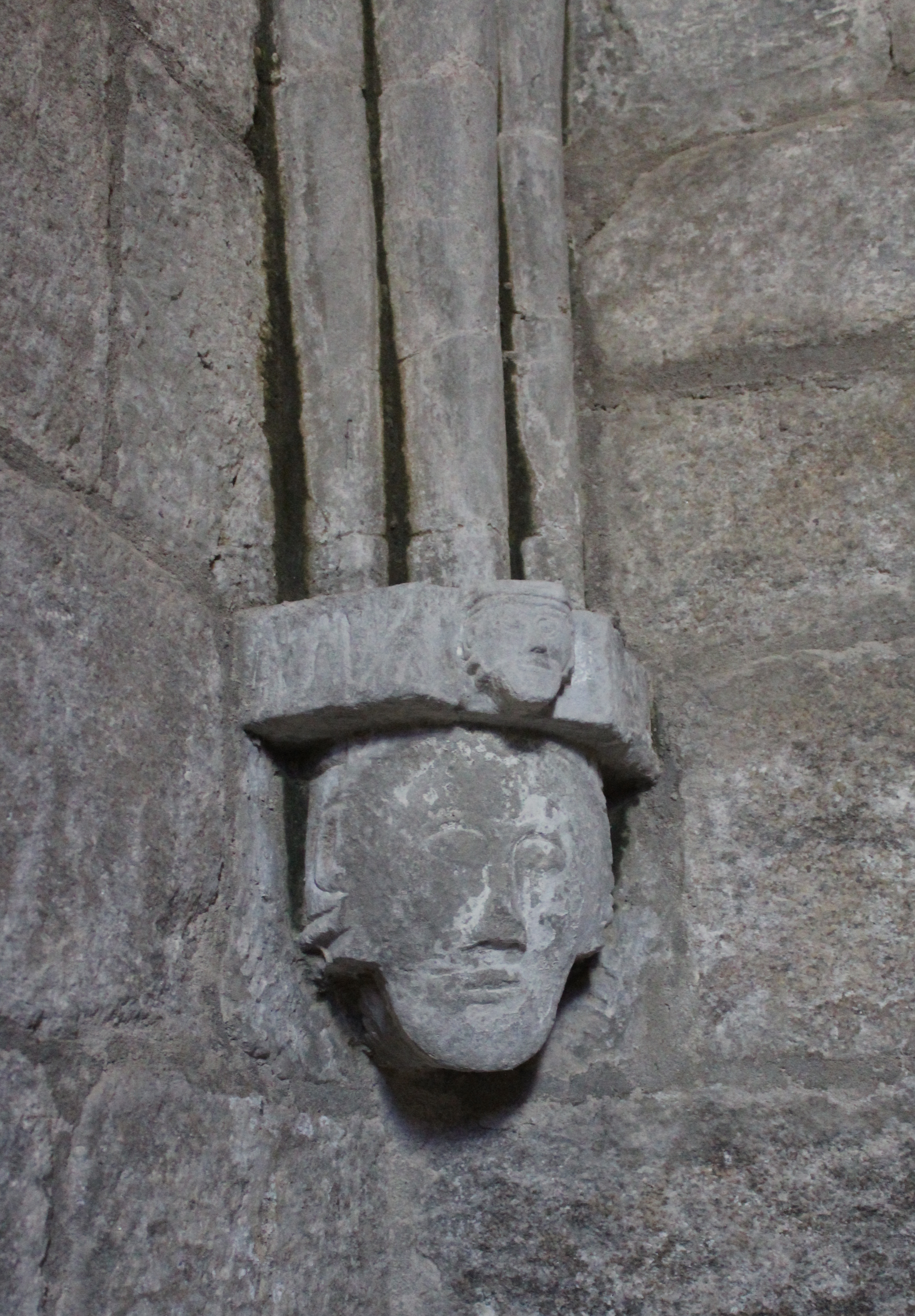
Cul-de-lampe à l'intérieur de l'église.
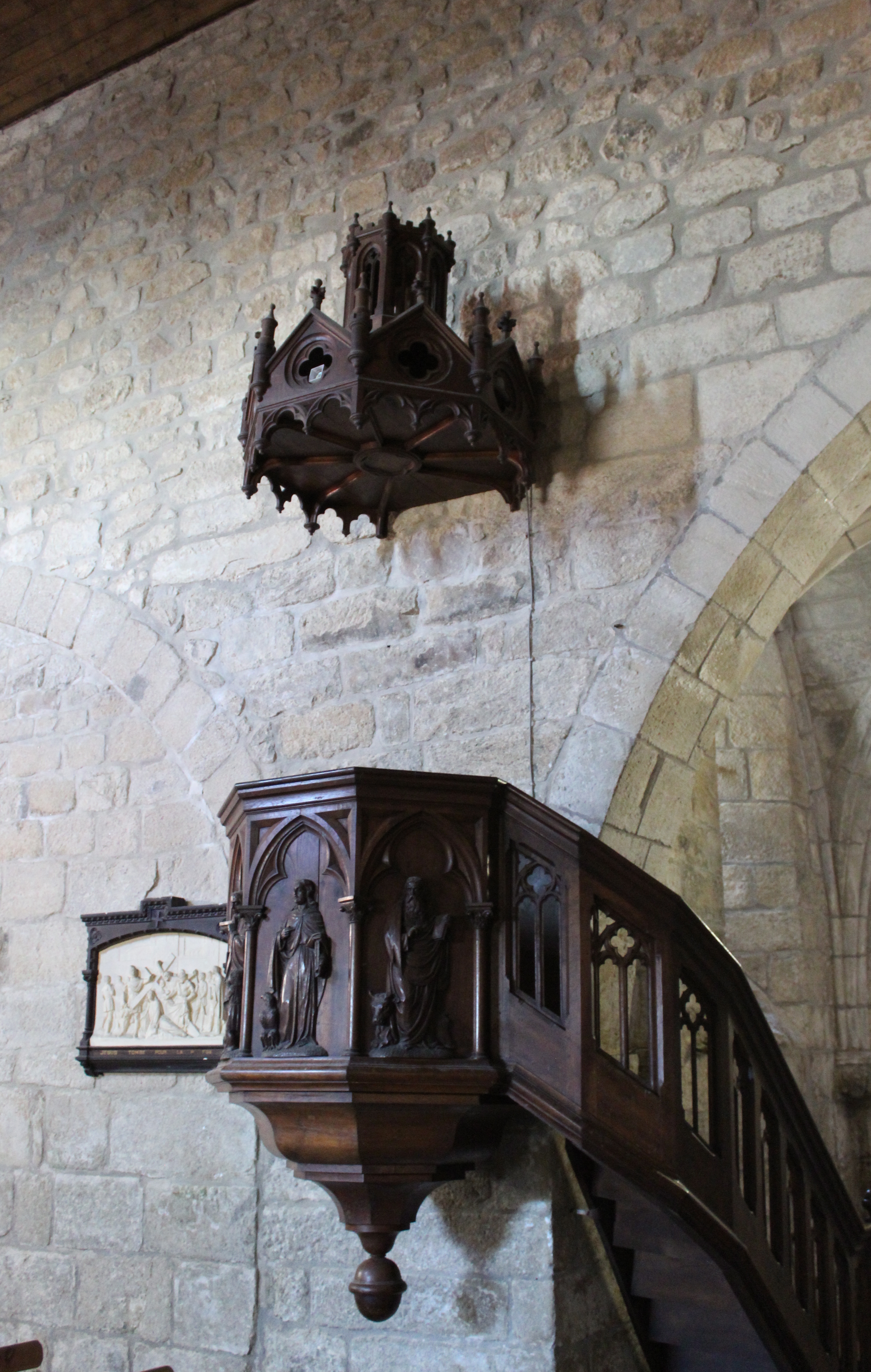
La chaire en bois sculpté.